# Nephrotoma platysphela
Nephrotoma platysphela är en tvåvingeart som beskrevs av Alexander 1963. Nephrotoma platysphela ingår i släktet Nephrotoma och familjen storharkrankar. Inga underarter finns listade i Catalogue of Life.